# Cupa Mondială de Rugby din 1995
Cupa mondială de rugby din 1995 a fost organizată în Africa de Sud între 25 mai și 24 iunie 1995. A fost cea de-a treia ediție și prima în care toate meciurile s-au ținut într-o singură țară. Trofeul a fost câștigat de Africa de Sud, țară unde politica de Apartheid a durat multă vreme. Iată că de această dată, în 24 iunie 1995, Cupa William Webb Ellis i-a fost înmânată căpitanului Francois Pienaar de către un președinte de culoare: Nelson Mandela, spre încântarea publicului de pe stadionul Ellis Park din Johannesburg. România a jucat în grupa A, alături de Africa de Sud, Australia și Canada și a terminat fără nici o victorie, pe ultimul loc.

## Echipe calificate la turneul mondial
| Africa                                                                             | America                                        | Asia                   | Europa | Oceania |
| ---------------------------------------------------------------------------------- | ---------------------------------------------- | ---------------------- | --- | --- |
| - Coasta de Fildeș (calificată) - Africa de Sud (campioană, calificată din oficiu) | - Argentina (calificată) - Canada (calificată) | - Japonia (calificată) | - Anglia (calificată din oficiu) - Franța (calificată din oficiu) - Irlanda} (calificată din oficiu) - Italia (calificată) - România (calificată) - Scoția (calificată din oficiu) - Țara Galilor (calificată) | - Australia (calificată din oficiu) - Noua Zeelandă (calificată din oficiu) - Tonga (calificată) - Samoa (calificată din oficiu) |

## Faza grupelor
Victoria a însemnat 3 puncte, un meci egal 2 puncte și o înfrângere 1 punct (neprezentarea 0 puncte).

### Grupa A
|               | Meciuri jucate | Victorii | Egaluri | Înfrângeri | Marcate | Primite | Puncte |
| ------------- | -------------- | -------- | ------- | ---------- | ------- | ------- | ------ |
| Africa de Sud | 3              | 3        | 0       | 0          | 68      | 26      | 9      |
| Australia     | 3              | 2        | 0       | 1          | 87      | 41      | 7      |
| Canada        | 3              | 1        | 0       | 2          | 45      | 50      | 5      |
| România       | 3              | 0        | 0       | 3          | 14      | 97      | 3      |

- 25 mai : Africa de Sud 27-18 Australia
- 26 mai : Canada 34-3 România
- 30 mai : Africa de Sud 21-8 România
- 31 mai : Australia 27-11 Canada
- 3 iunie : Australia 42-3 România
- 4 iunie : Africa de Sud 20-0 Canada

### Grupa B
|           | Meciuri jucate | Victorii | Egaluri | Înfrângeri | Marcate | Primite | Puncte |
| --------- | -------------- | -------- | ------- | ---------- | ------- | ------- | ------ |
| Anglia    | 3              | 3        | 0       | 0          | 95      | 60      | 9      |
| Samoa     | 3              | 2        | 0       | 1          | 96      | 88      | 7      |
| Italia    | 3              | 1        | 0       | 2          | 69      | 94      | 5      |
| Argentina | 3              | 0        | 0       | 3          | 69      | 87      | 3      |

- 27 mai : Samoa 42-18 Italia
- 27 mai : Anglia 24-18 Argentina
- 30 mai : Samoa 32-26 Argentina
- 31 mai : Anglia 27-20 Italia
- 4 iunie : Italia 31-25 Argentina
- 4 iunie : Anglia 44-22 Samoa

### Grupa C
|               | Meciuri jucate | Victorii | Egaluri | Înfrângeri | Marcate | Primite | Puncte |
| ------------- | -------------- | -------- | ------- | ---------- | ------- | ------- | ------ |
| Noua Zeelandă | 3              | 3        | 0       | 0          | 222     | 45      | 9      |
| Irlanda       | 3              | 2        | 0       | 1          | 93      | 94      | 7      |
| Țara Galilor  | 3              | 1        | 0       | 2          | 89      | 68      | 5      |
| Japonia       | 3              | 0        | 0       | 3          | 55      | 252     | 3      |

- 27 mai : Țara Galilor 57-10 Japonia
- 27 mai : Noua Zeelandă 43-19 Irlanda
- 31 mai : Irlanda 50-28 Japonia
- 31 mai : Noua Zeelandă 34-9 Țara Galilor
- 4 iunie : Noua Zeelandă 145-17 Japonia
- 4 iunie : Irlanda 24-23 Țara Galilor

### Grupa D
|                  | Meciuri jucate | Victorii | Egaluri | Înfrângeri | Marcate | Primite | Puncte |
| ---------------- | -------------- | -------- | ------- | ---------- | ------- | ------- | ------ |
| Franța           | 3              | 3        | 0       | 0          | 114     | 47      | 9      |
| Scoția           | 3              | 2        | 0       | 1          | 149     | 27      | 7      |
| Tonga            | 3              | 1        | 0       | 2          | 44      | 98      | 5      |
| Coasta de Fildeș | 3              | 0        | 0       | 3          | 37      | 172     | 3      |

- 26 mai : Scoția 89-0 Coasta de Fildeș
- 26 mai : Franța 38-10 Tonga
- 30 mai : Franța 54-18 Coasta de Fildeș
- 31 mai : Scoția 41-5 Tonga
- 3 iunie : Tonga 29-19 Coasta de Fildeș
- 3 iunie : Franța 22-19 Scoția